# Parafia św. Jadwigi Śląskiej w Waksmundzie
Parafia św. Jadwigi Śląskiej w Waksmundzie – rzymskokatolicka parafia należąca do dekanatu Nowy Targ archidiecezji krakowskiej. 
Proboszczem jest ks. kan. Krzysztof Król. 